# Trädlärkan 9

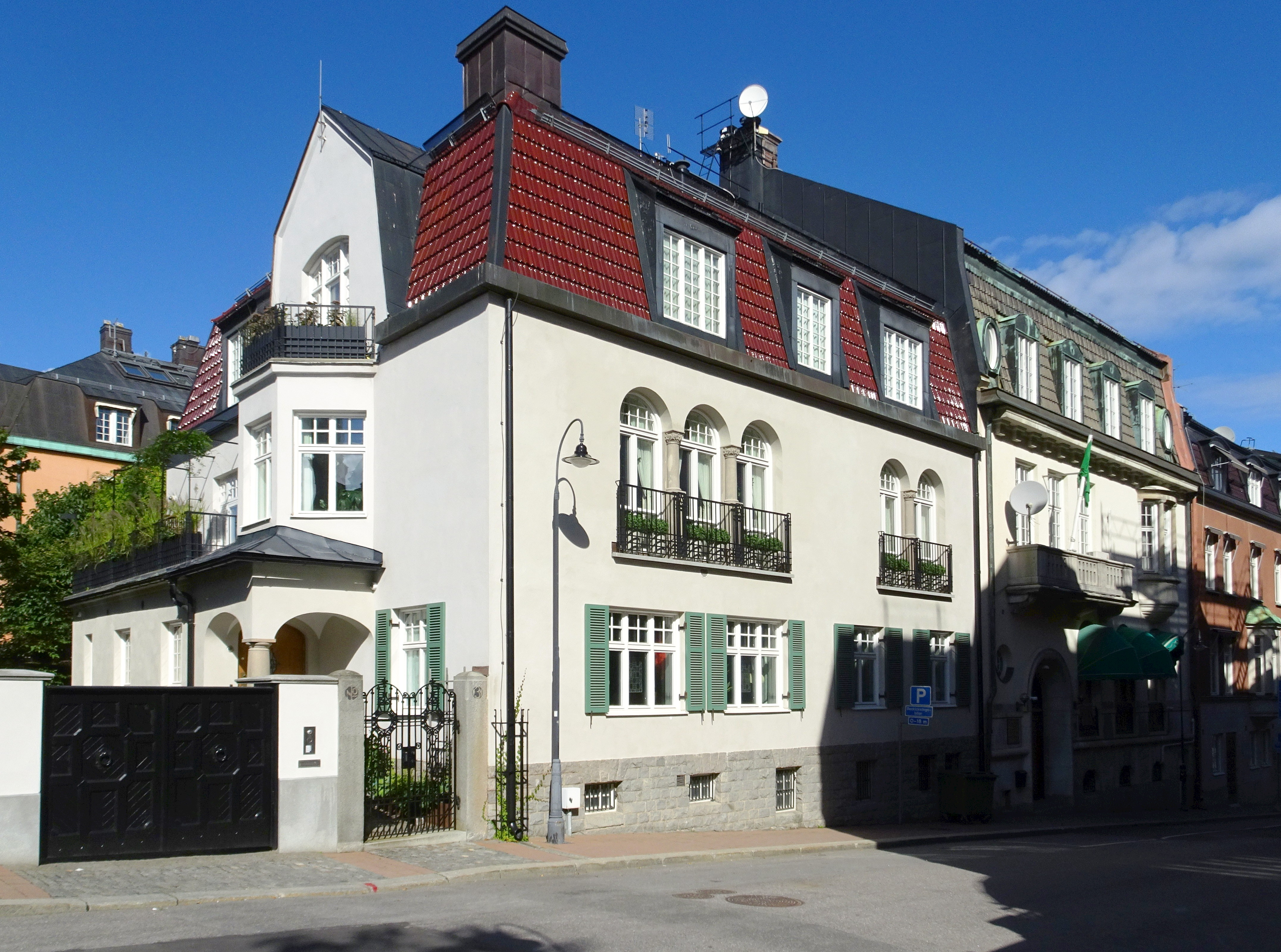
Trädlärkan 9, Sköldungagatan 3, i september 2022.

Trädlärkan 9 är en kulturhistoriskt värdefull före detta villafastighet i kvarteret Trädlärkan i Lärkstaden på Östermalm i Stockholm. Huset vid Sköldungagatan 3 uppfördes 1909–1910 för företagaren Axel Lagrelius efter ritningar av arkitekt Thor Thorén. Fastigheten är grönmärkt av Stadsmuseet i Stockholm, det innebär "särskilt värdefull från historisk, kulturhistorisk, miljömässig eller konstnärlig synpunkt". Ursprunglig byggherre var företagaren  Axel Lagrelius. Idag (2022) ägs fastigheten av musikproducenten Max Martin.

## Bakgrund

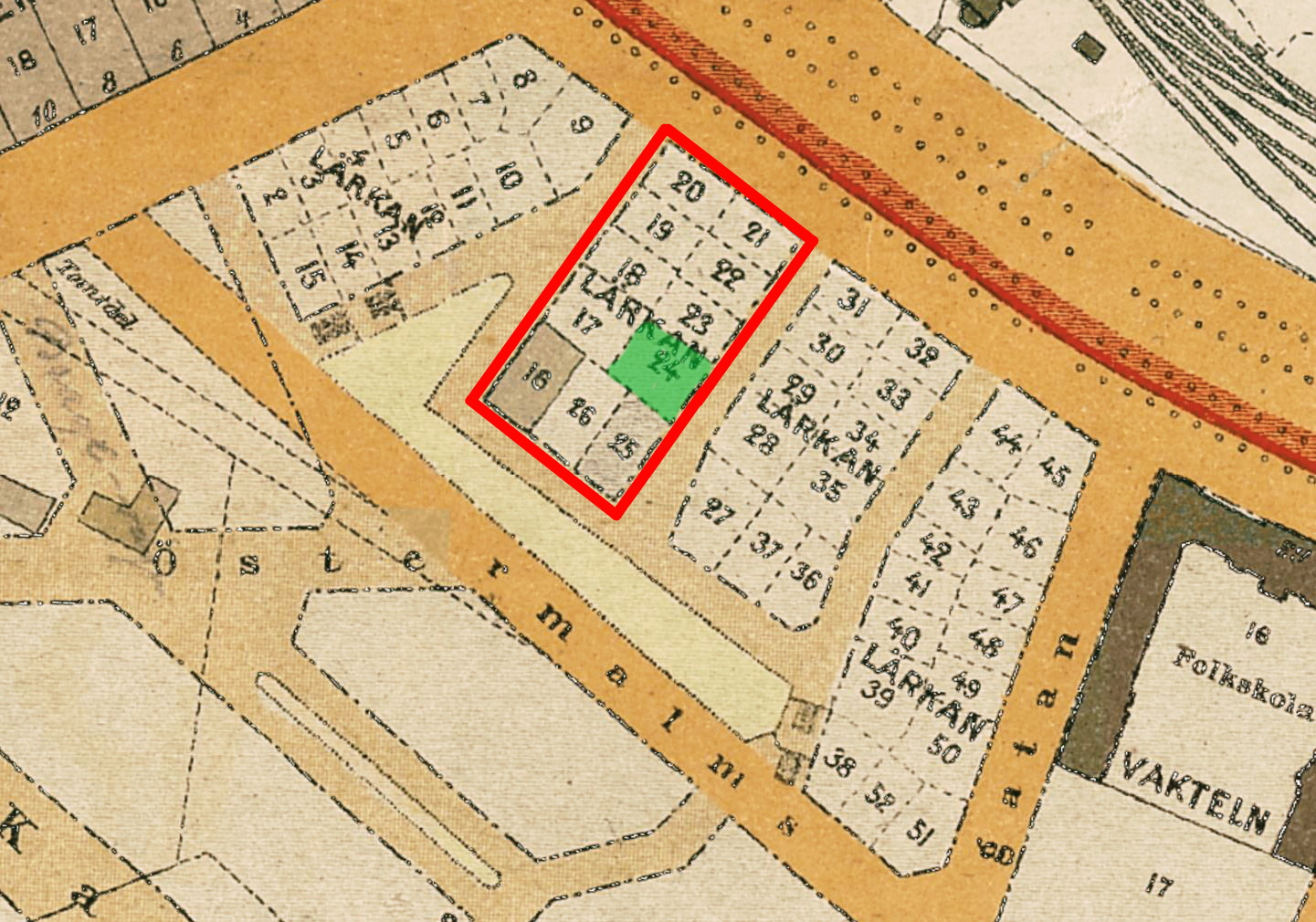
Kvarteret Lärkan 1909 tomt nr 24 (grön), dagens Trädlärkan 9.

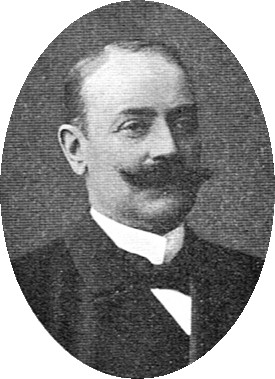
Byggherren Lagrelius.

I februari 1909 började Stockholms stad genom auktioner försäljningen av villatomter i kvarteret Lärkan och i december 1912 var samtliga 51 fastigheter (nr 2–52, nr 1 fanns inte) sålda. Markägaren, Stockholms stad, sålde Lärkans tomter inte i form av tomträtter utan som "fri och egen grund". Att uppföra ”sammanbyggda enfamiljshus” var något nytt i Stockholm på 1900-talets början och kan ses som ett experiment och en tidig form av radhus. Idén kom från England och stadsplanearkitekten för Lärkstaden, Per Olof Hallman, ville pröva den för första gången i Stockholm på det nybildade kvarteret Lärkan (dagens Tofslärkan, Trädlärkan, Sånglärkan och Piplärkan).
Målgruppen var samma samhällsklass som bebodde Djursholms villastad. Man var dock inte ut efter miljonärer utan efter måttligt förmöget folk och styckade överkomliga mindre tomter med storlekar mellan drygt 270 och 550 kvadratmeter. Lärkan hade även fördelen att ligga betydligt närmare till Nedre Norrmalms arbetsplatser. Hallman menade att det var stadens plikt att tillhandahålla tomtmark för denna grupp. Han kom själv att bygga sin villa på Sånglärkan 6, liksom flera andra arkitekter, byggmästare, direktörer och grosshandlare. 
I maj 1909 förvärvade arkitekt Thor Thorén Lärkans tomt nr 24 (senare namnändrad till Trädlärkan 9). Fastigheten låg i södra slutet av längan Trädlärkan 6–9 och var med en areal om 452,7 kvadratmeter en av de större i kvarteret. Till fastigheten hörde en infart från Sköldungagatan och en nio meter bred trädgårdstomt i väster. I Lärkan köpte Thorén ytterligare fyra villatomter och ritade på dem Trädlärkan 2, Trädlärkan 3 (den egna bostaden), Trädlärkan 11 och Tofslärkan 9. Det var vanligt att byggmästare eller arkitekter köpte tomter i Lärkan som sedan, tillsammans med det färdiga huset, såldes till byggherren vilken i detta fall var företagaren och kemiingenjören Axel Lagrelius.

## Byggnadsbeskrivning

### Exteriör

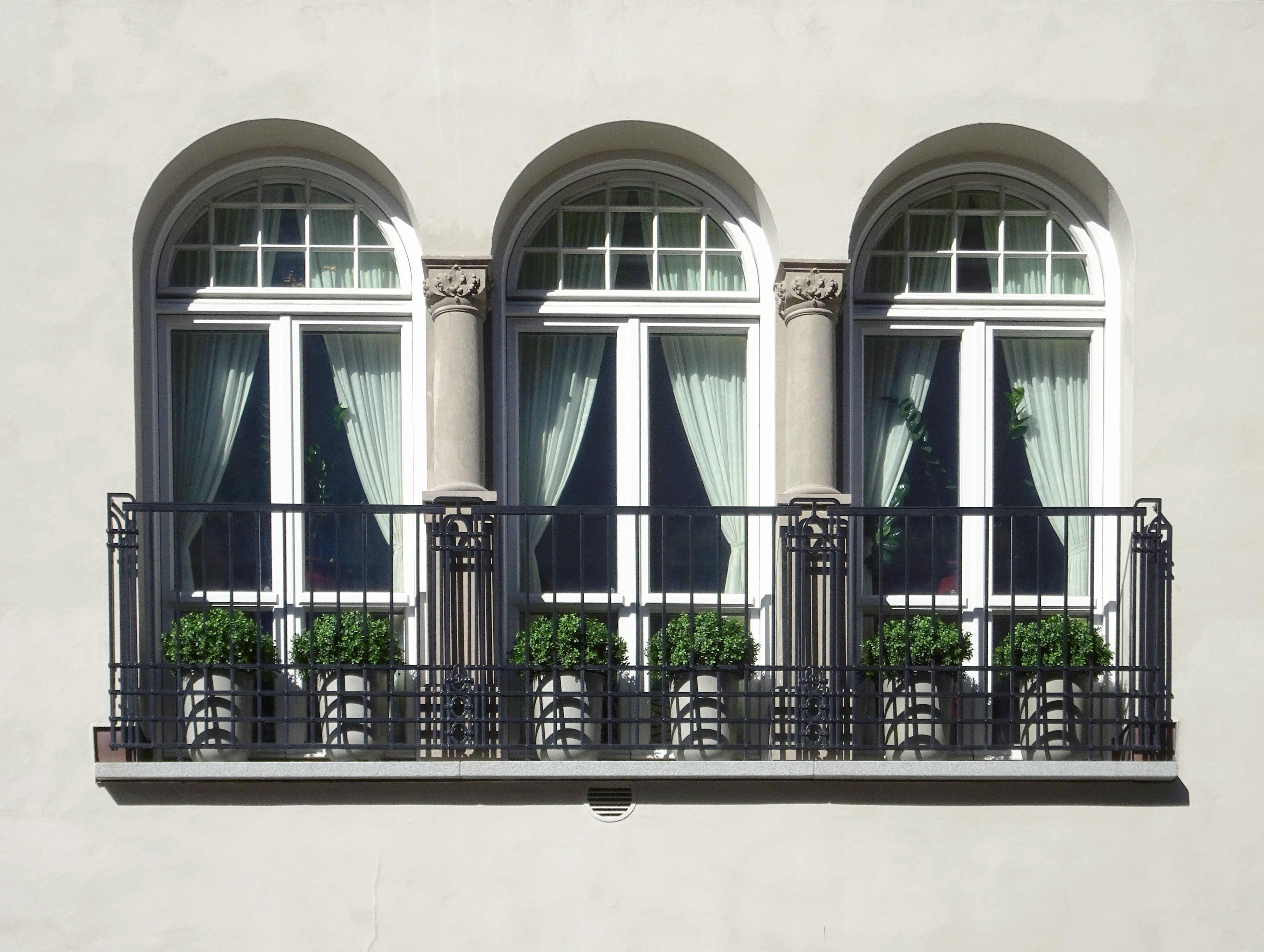
Tre rundbågiga fönster utformade som franska balkonger, rekonstruerades 2017.

Stadsvillan för Axel Lagrelius med familj uppfördes av byggmästaren P.D. Larsson som samtidigt byggde Trädlärkan 2 även den ritad av Thorén. Båda tomter låg med kortsidan mot varandra. Huset koncipierades som villa för ett enda hushåll, utan några uthyrbara lägenheter som annars var ganska vänlig i lärk-kvarteren. Exempelvis bebyggdes endast 21 av de 51 tomterna med egentliga villor för en enda familj. Speciellt i kvarteret Piplärkans villor kunde det rymdes upp till tio lägenheter i ett och samma hus.
Trädlärkan 9 fick två hela våningsplan samt inredd vindsvåning och en låg källarvåning under en hög oinredd kallvind. Fasaderna slätputsades och betonades i höjd med källarvåningen med en sockel av rusticerad natursten. Mot gatan märks en grupp av tre rundbågiga fönster utformade som franska balkonger med kolonner i natursten mellan dessa och smidda räcken framför. De gick ursprungligen till vardagsrummet. Ett liknande arkitektoniskt grepp använde Thorén även på sin egen villa, Trädlärkan 3, och på Trädlärkan 2. Intill finns en snarlik grupp med två fönster vilka hörde till herrens rum. Mot gården är fasaden ganska sluten och har oregelbunden fönsterplacering. 
Entrén är från gaveln och ligger i en utskjutande byggnadsvolym. Själva entrén väderskyddas av en sorts förstukvist med kryssvälvt tak och en kraftig hörnkolonn. Gaveln accentueras av ett burspråk i en våning som kröns av en balkong och fortsätter som frontespis ovanför takfoten. Ett liknande arrangemang tillämpade Thorén även på Trädlärkan 2. Gestaltningen är den för Lärkan övervägande nationalromantiken.

### Bilder från bygget
Axel Lagrelius lämnade efter sig en serie fotografier på sin villa i olika byggstadier där någon i familjen dokumenterat husets framväxt 1909–1910 och finns på Stockholmskällan. Det äldsta är förmodligen från 1909 och visar den ännu obebyggda tomten med det tomma kvarteret i bakgrunden. På nästa båda fotografier syns huset i oputsat tegel i början av 1910. På Sköldungagatan ligger fortfarande berg i dagen och diverse sprängsten. Den sista bilden härrör troligen från slutet av 1910 och visar hela kvarteret näst intill färdigbyggt. Sköldungagatan är ännu belamrad med byggbråte och Trädlärkan 7 har fortfarande byggnadsställningen kvar.

Historiska bilder från bygget
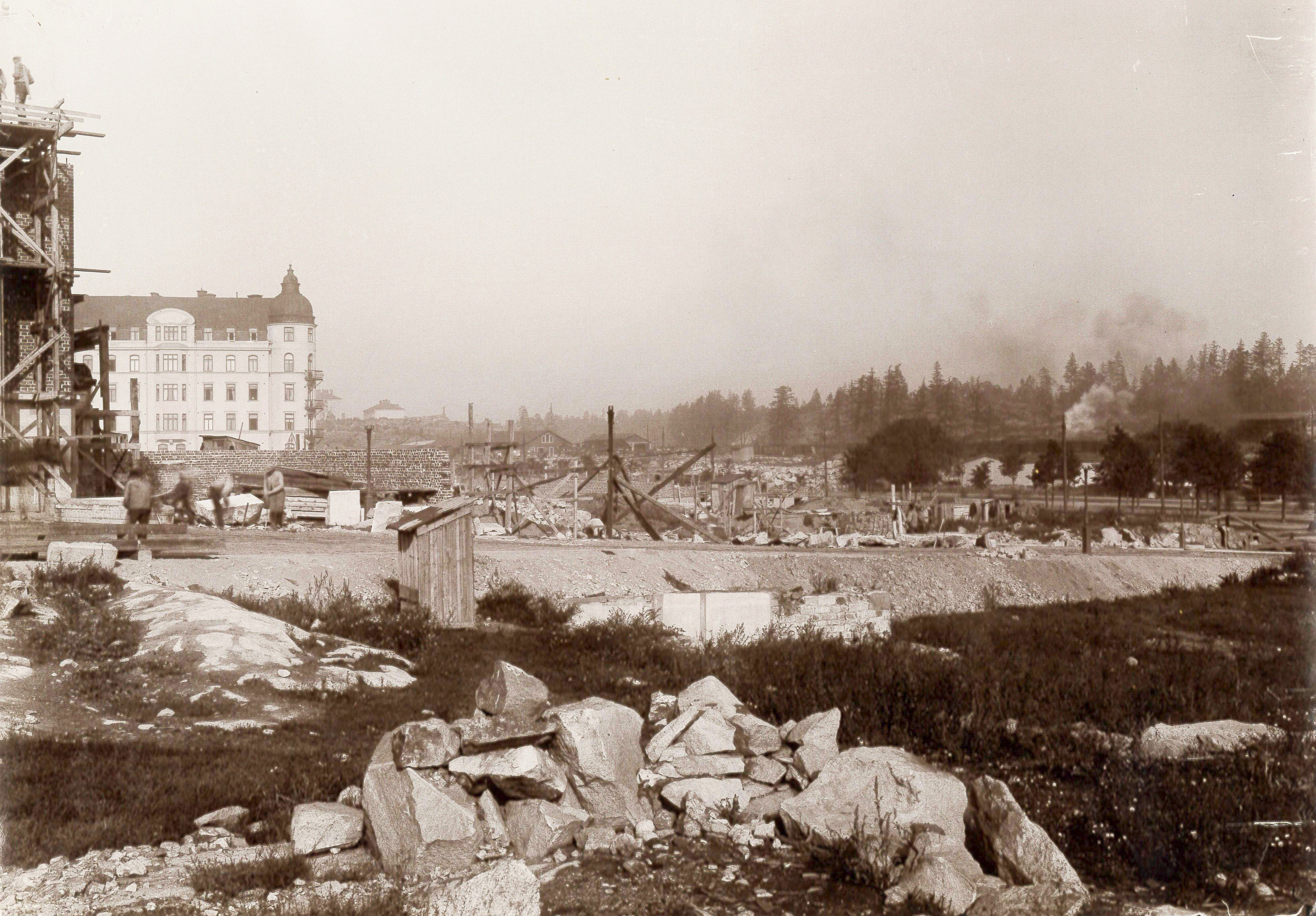
Kvarteret i det närmaste obebyggt, 1909.
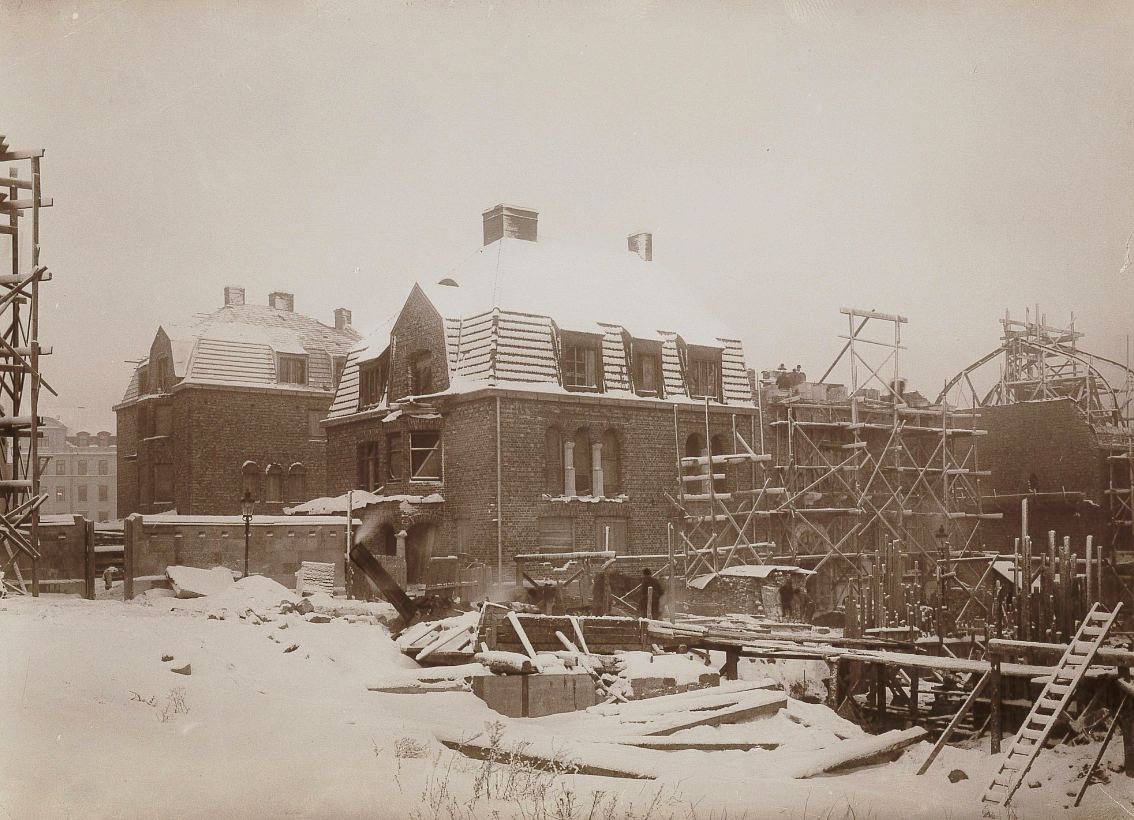
Trädlärkan 9 den 1 februari 1910.
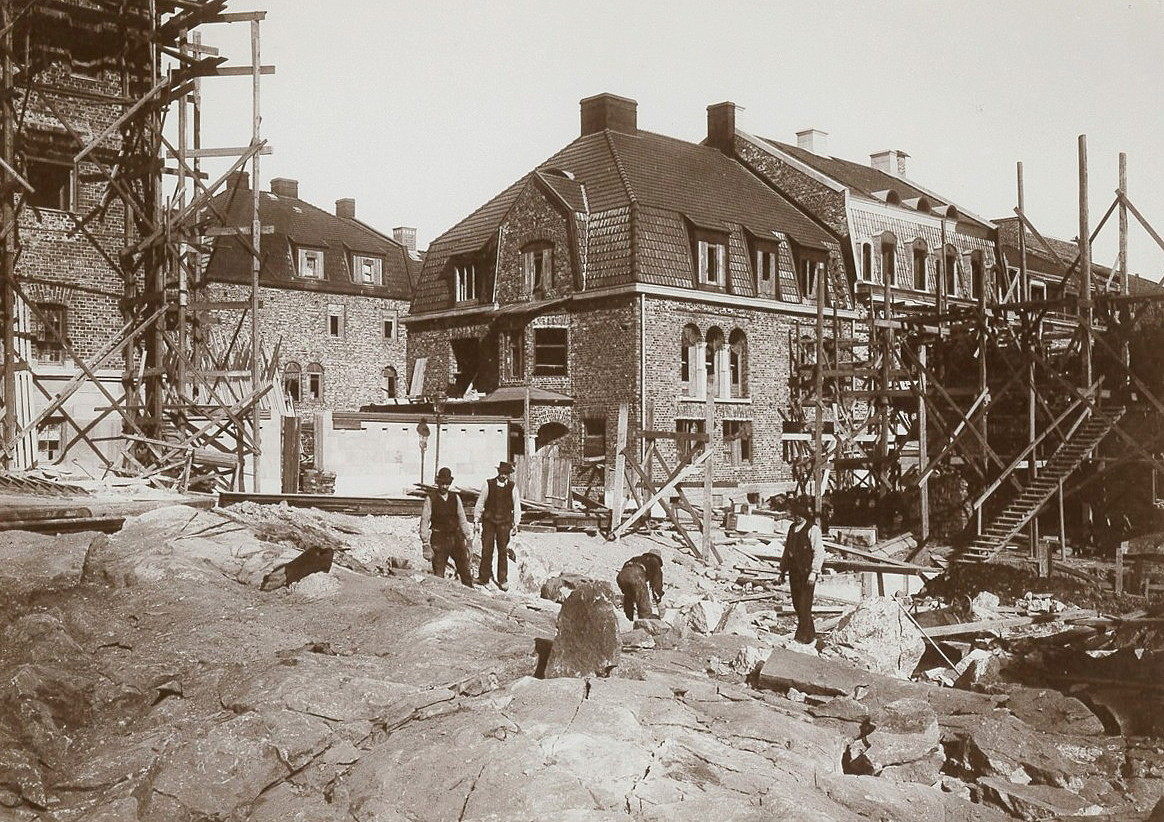
Trädlärkan 9 den 6 april 1910.
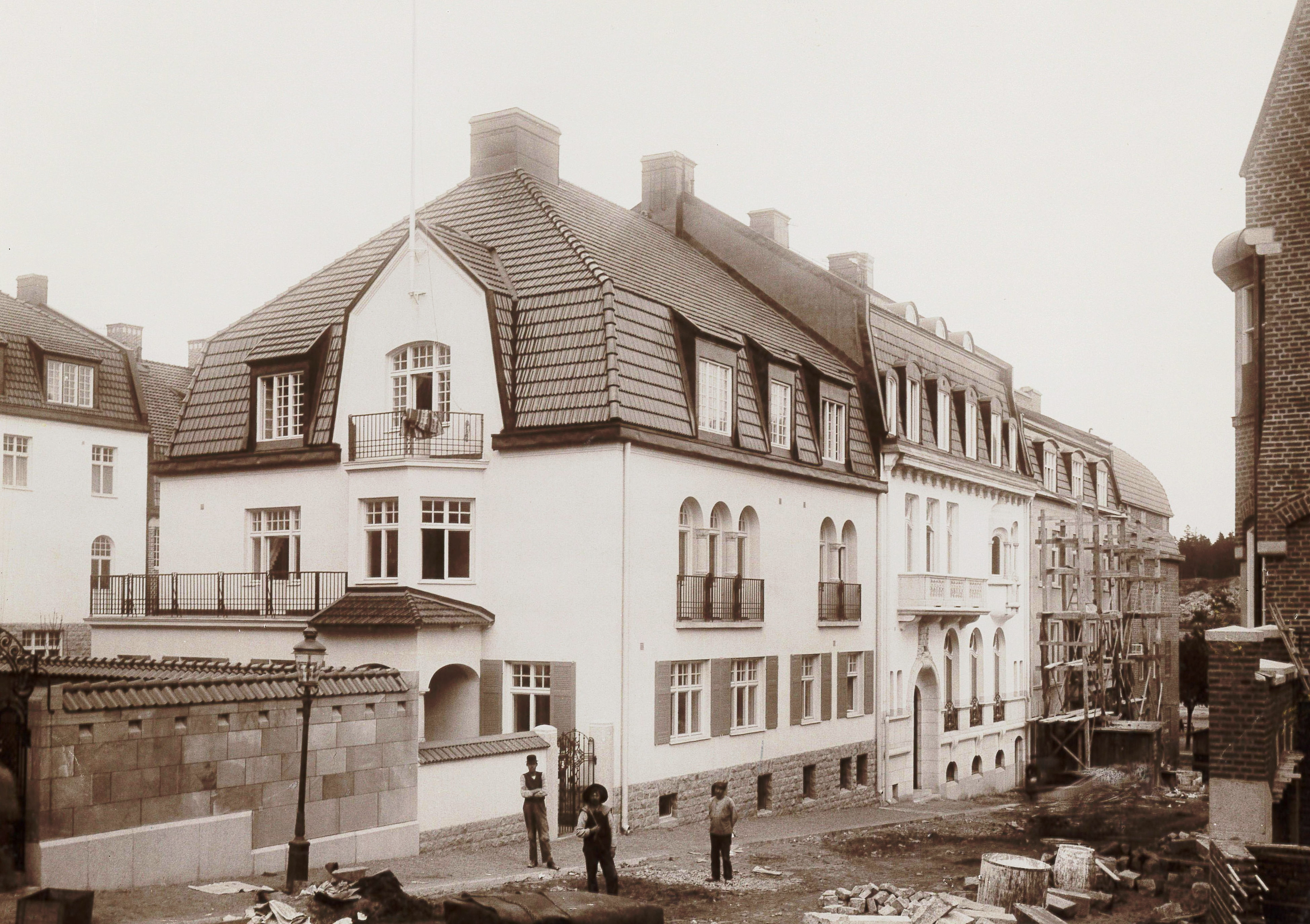
Trädlärkan 9 i färdigt skick 1910.

### Interiör
Thor Thorén skräddarsydde villan för familjen Lagrelius som utöver husherren, Axel, bestod av hustru Alma, sonen Einar och dottern Elsa. Barnen hade sina egna rum på våning två trappor vilket framgår av ritningarna: ”Elsas rum” och ”Einars rum”. Dessutom fanns i hushållet tre permanent boende ”tjänarinnor”.
Rumsfördelningen var enligt arkitektritningarna från 1909 följande:
- Källarvåning – pannrum med tvättstuga, kolrum, strykrum, matkällare, vinkällare, källarrum
- Bottenvåning – vindfång (från gaveln), hall och kök mot gården, matsal, serveringsrum, domestikrum mot gatan
- Våning 1 trappa – vardagsrum och herrum mot gatan, gästrum med balkong samt trappa och ytterligare ett rum
- Våning 2 trappor – föräldrarnas sovrum, Einars rum, Elsas rum, badrum, domestikrum

### Originalritningar

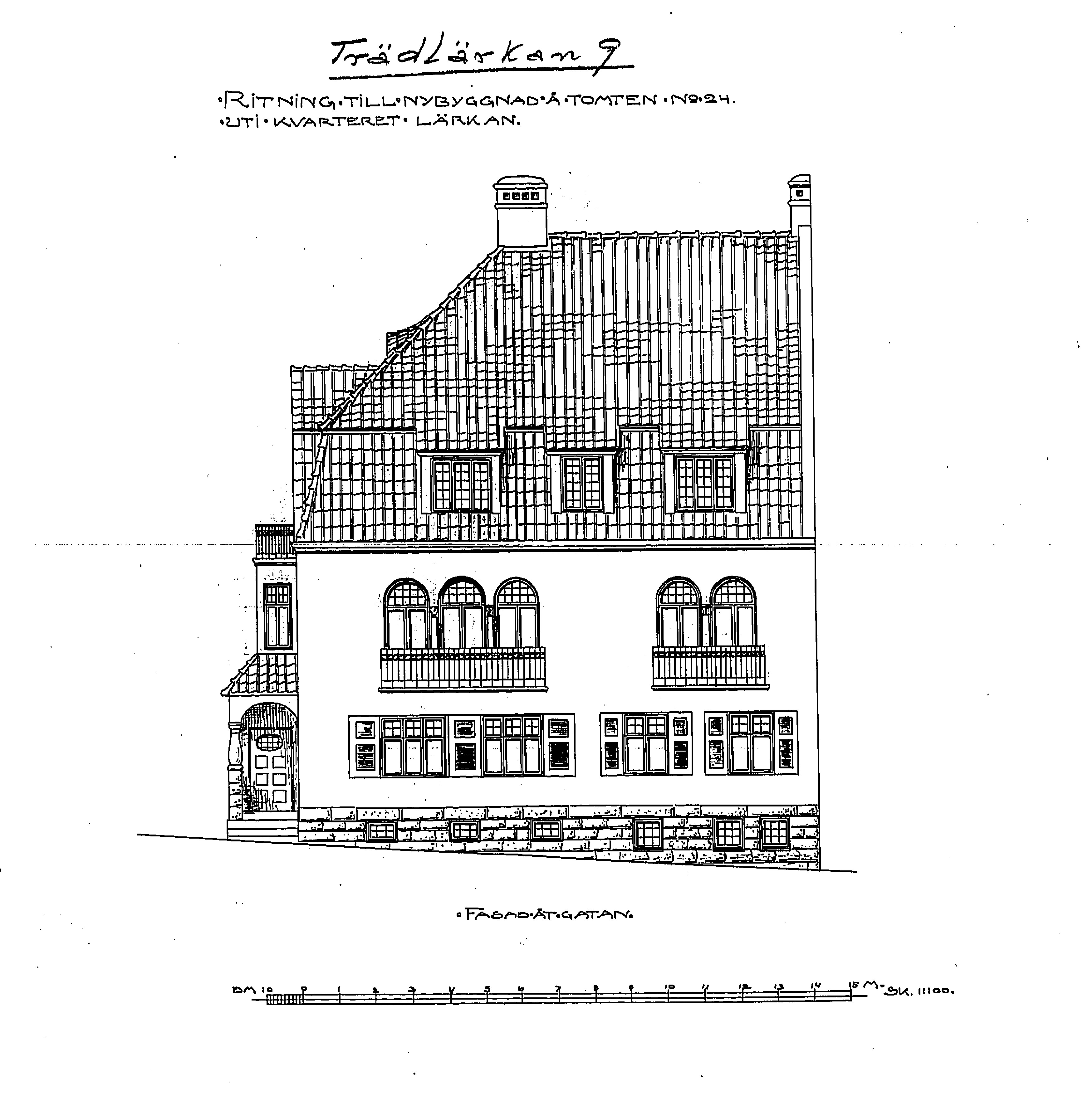
Fasad mot gatan.
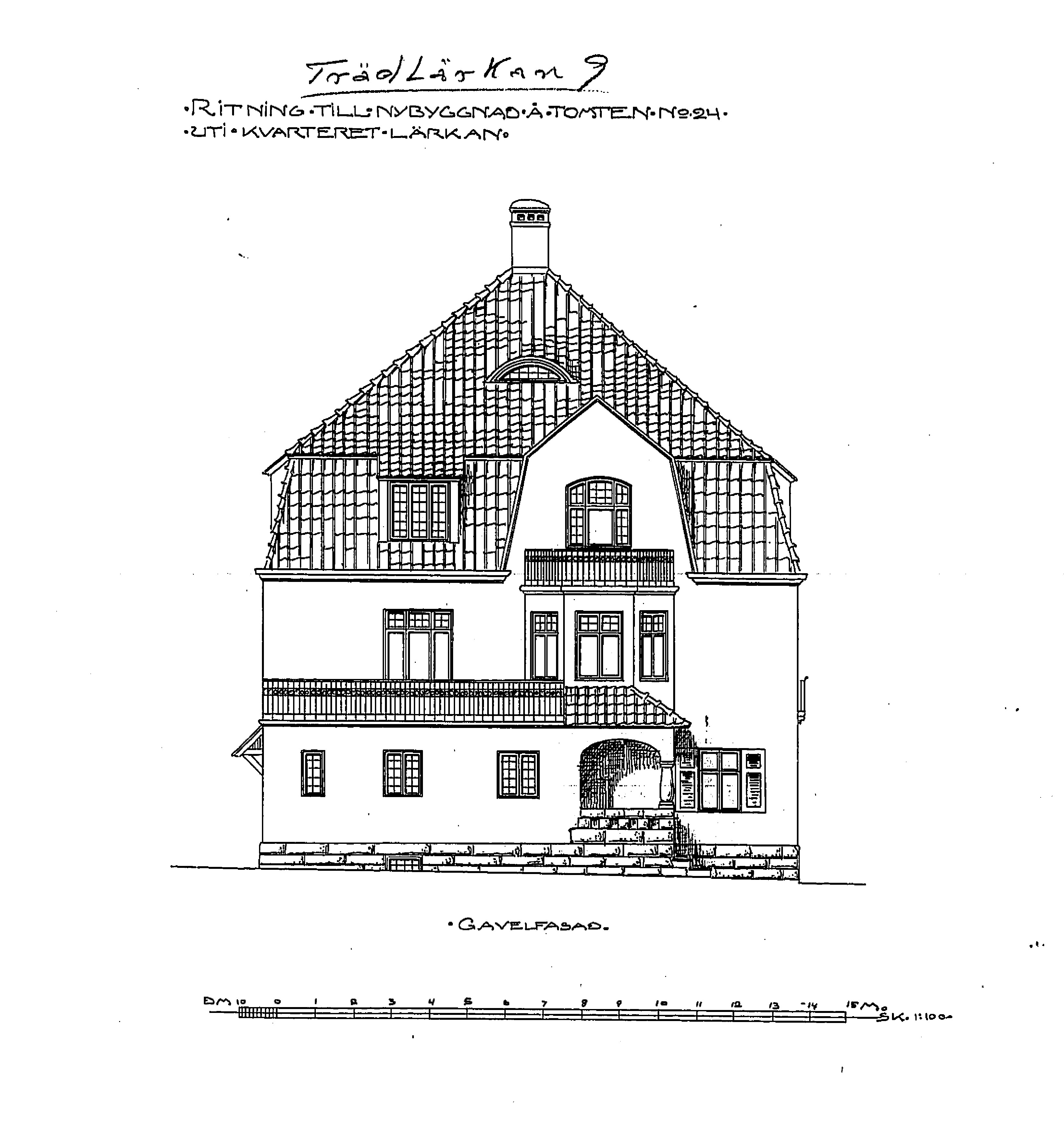
Gavelfasad.
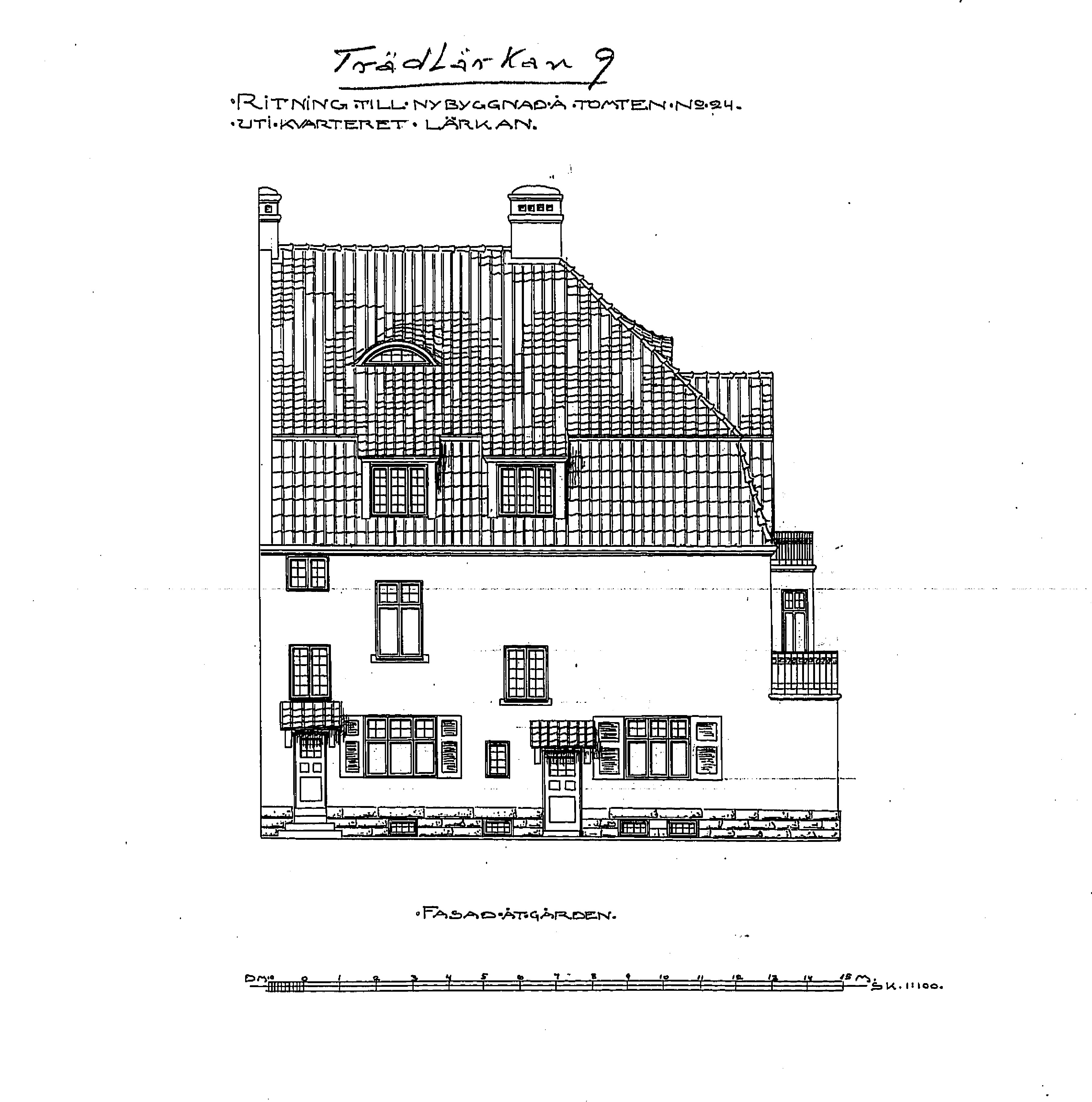
Fasad mot gården.
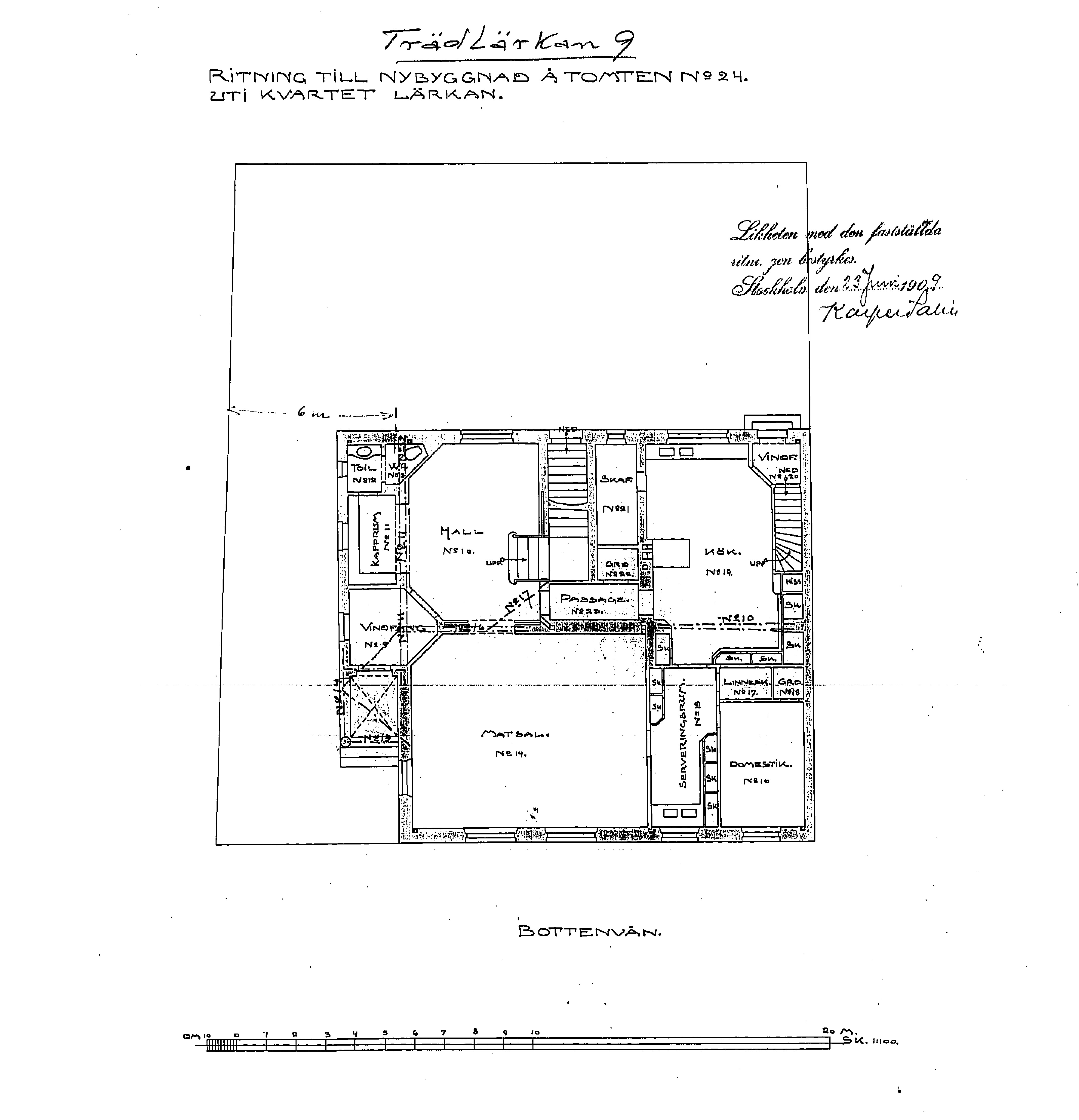
Bottenvåning.
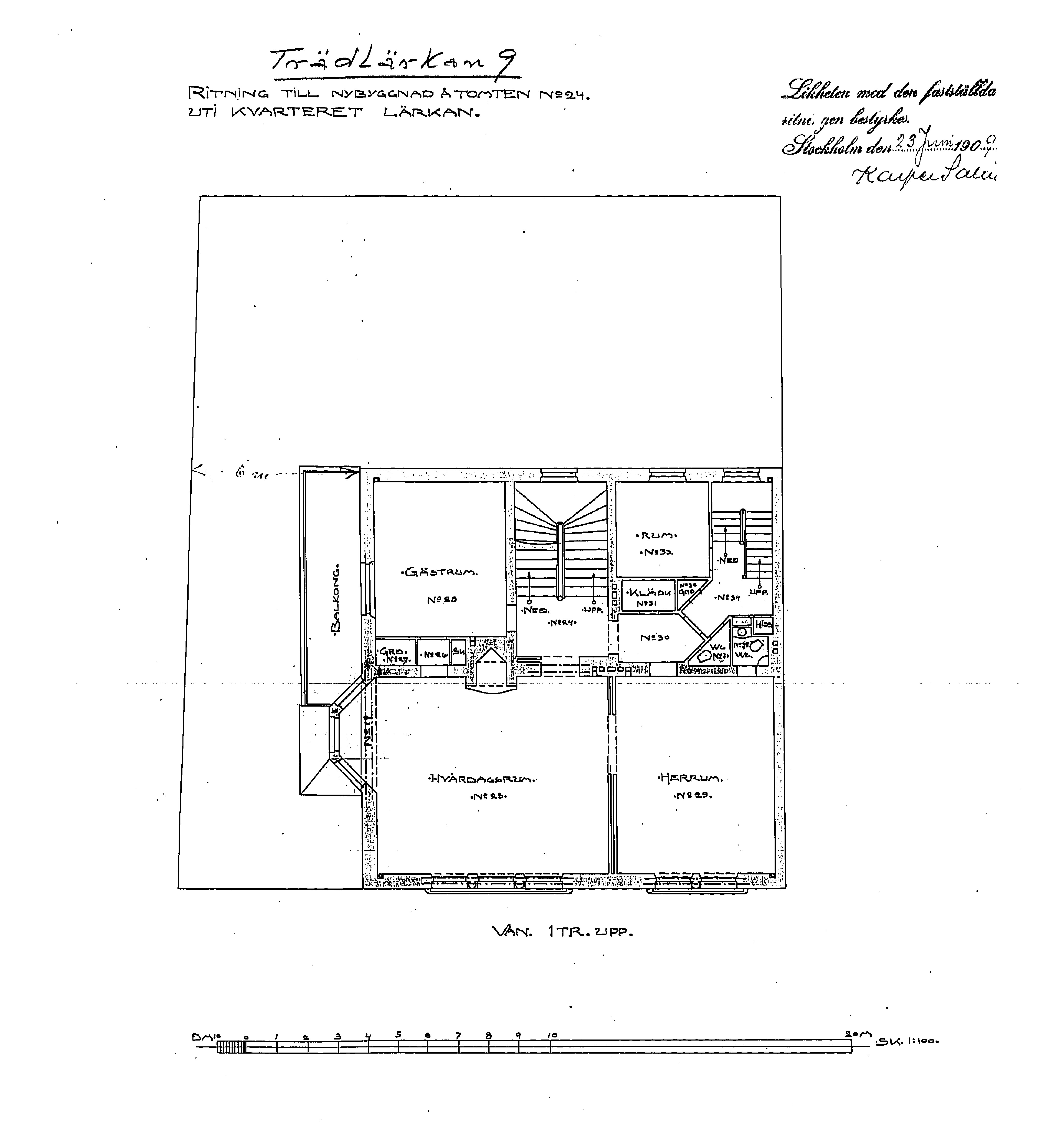
Våning 1 trappa.
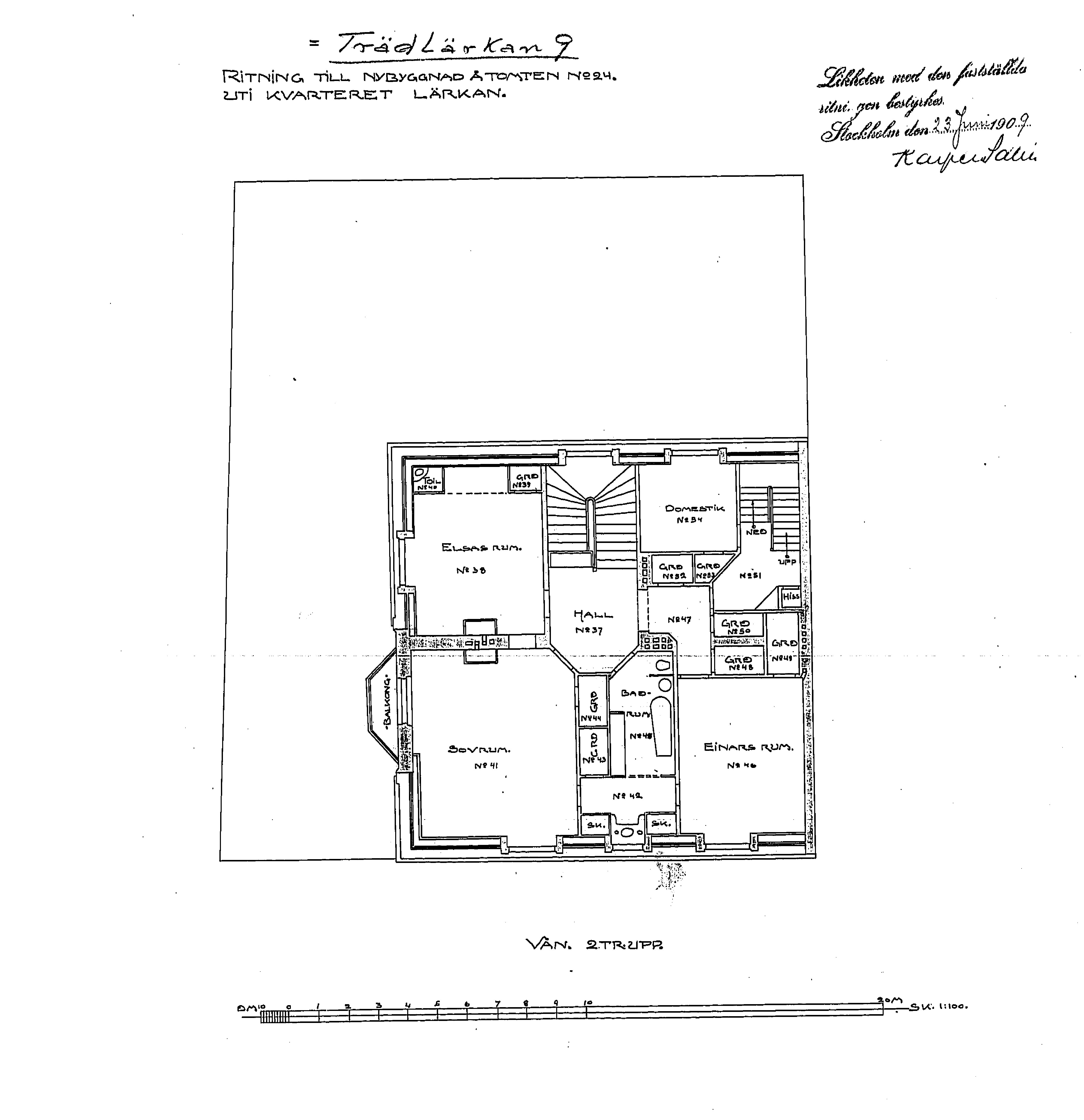
Våning 2 trappor.
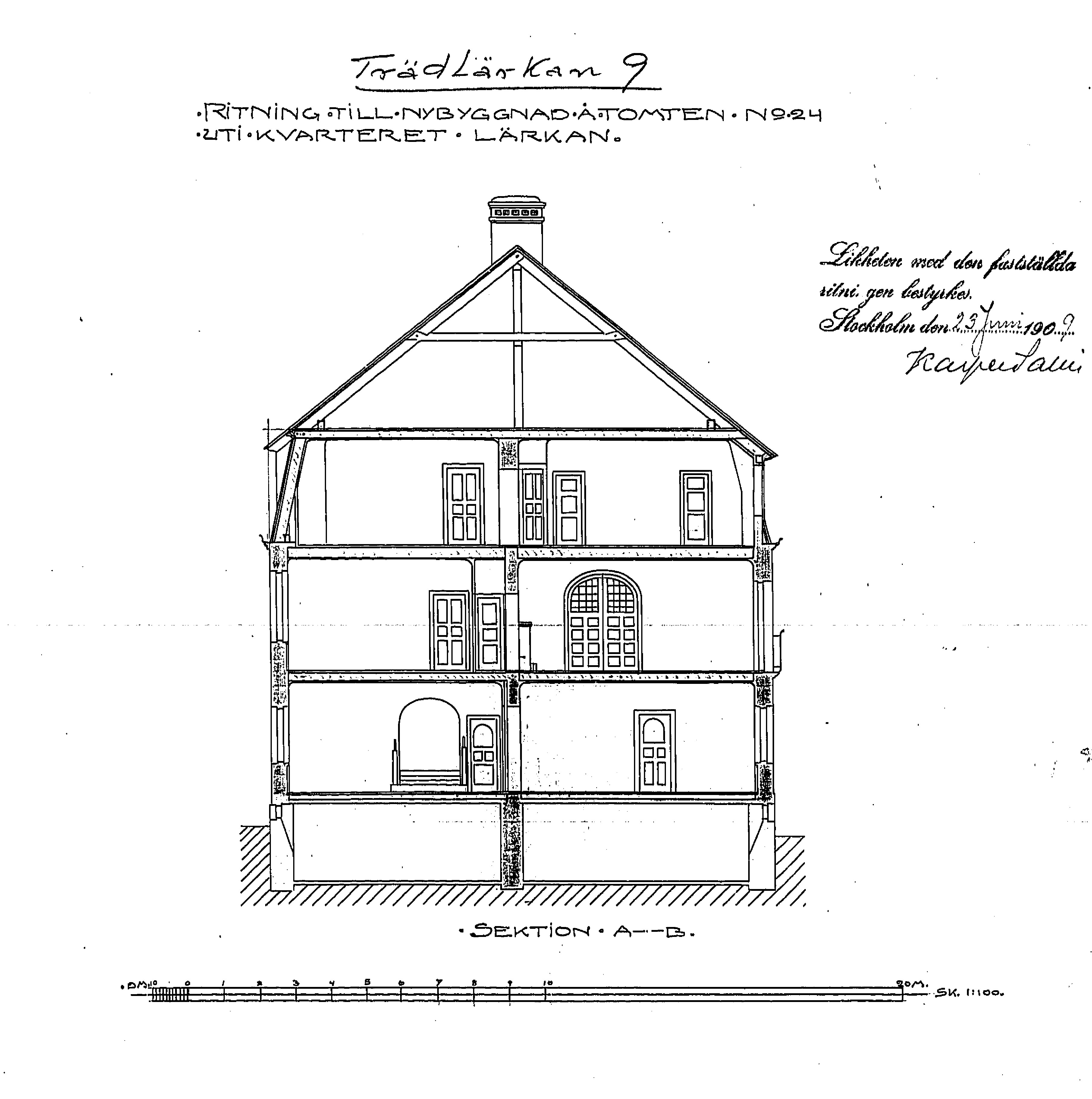
Sektion.

## Husets vidare öden

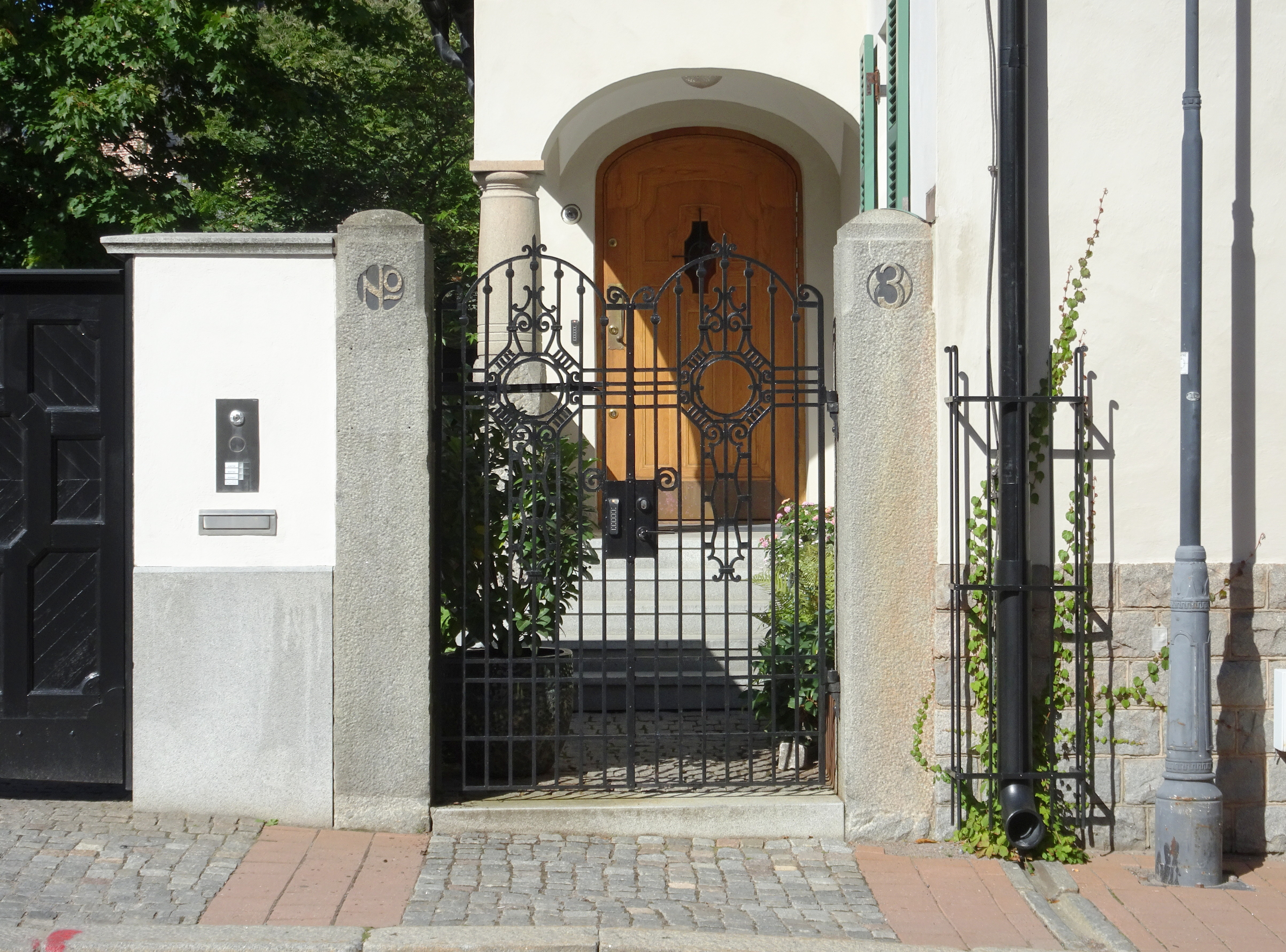
Entré Sköldungagatan 3, 2022.

Enligt Stockholms adresskalender från 1924 hyrdes då villan av Axel Lagrelius son, Einar Lagrelius. Han lät bygga om villan efter sina behov varvid planlösningar och fasaderna omritades radikalt och exteriören helt ändrade karaktär. Exempelvis ersattes de fem rundbågiga franska fönster mot gatan av tre rektangulära och fönsterluckorna för bottenvåningens fönster togs bort. För ritningarna stod arkitekt Ragnar Hjort. 
På 1940-talet kontoriserades byggnaden för Arbetarnas bildningsförbund (ABF) efter ritningar av arkitekt Nils Carlén. Kapprummet ändrades till telefonväxel, köket till lagerlokal och matsalen, serveringsrummet, domestikrum, badrum samt vardagsrummet till kontor. Likaså blev  samtliga före detta sovrum på våning två trappor till kontorsrum.
På 1970-talet uppger Stadsmuseet Länsförsäkringar som ägare. Företaget ägde samtidigt även grannhusen Trädlärkan 8 och Trädlärkan 10. År 2008 byggdes fastigheten om till studio, kontor och bostad för musikproducenten Max Martin och hans bolag Sirod AB. 2017 restaurerades husets fasader pietetsfull till ursprungligt skick, även fönsterluckorna sattes upp igen. 2022 uppger Lantmäteriet Sirod AB fortfarande som ägare.